# Runcinia khandari
Runcinia khandari är en spindelart som beskrevs av Gajbe 2004. Runcinia khandari ingår i släktet Runcinia och familjen krabbspindlar. Inga underarter finns listade i Catalogue of Life.